# (69961) Millosevich
(69961) Millosevich és un asteroide del cinturó principal, a 1,7854475 ua. Posseeix una excentricitat de 0,0683785 i un període orbital de 969,04 dies (2,65 anys).Té una velocitat orbital mitjana de 21,51488085 km/s i una inclinació de 17,87022n.
Va ser descobert en 15 de novembre de 1998 per Piero Sicoli i Francesco Manca. És nomenat així en honor de l'astrònom Elia Millosevich.